# 4-я бригада (Сербия)
4-я бригада (серб. 4. бригада копнене војске) — комбинированная бригада в составе Сухопутных войск Сербии. Была сформирована в ходе реорганизации сербской армии 30 июня 2007 года из подразделений 78-й и 549-й моторизованных бригад и 52-й смешанной артиллерийской бригады. Бригада продолжает традиции 1-го пехотного полка «Князь Милош Великий». День бригады отмечается 31 января — день освобождения Враня от турок. Также это день 1-го пехотного полка и 78-й моторизованной бригады.
4-я бригада состоит из Штаба, 40-го штабного батальона, 41-го и 42-го пехотных батальонов, 43-го самоходного артиллерийского гаубичного дивизиона, 44-го дивизиона РСЗО, 45-го артиллерийского дивизиона ПВО, 46-го танкового батальона, 47-го и 48-го механизированных батальонов, 49-го тылового батальона и 410-го инженерного батальона. Штаб бригады расположен во Вранье, а гарнизоны расположены также в Буяноваце.

## Вооружение
- М-84 — Основной боевой танк
- M-80 — Боевая машина пехоты
- БТР-50 — Командно-штабная машина
- БРДМ-2 — Разведывательный бронеавтомобиль
- 2С1 «Гвоздика» — 122-мм самоходная гаубица
- M-77 — Реактивная система залпового огня
- Стрела-10 — Зенитный ракетный комплекс
- Bofors L60 — Зенитная пушка

## Командование

### Командиры
- Милован Симович[2]
- полковник Синиша Николич (с 2024)[3]

### Заместители командира
- Желько Петрович[4]
- Зоран Наскович[5]
- Синиша Николич (до 2024)[6]

### Начальники штаба
- Никола Деянович[7]

## Награды
- Орден Заслуги в обороне и безопасности III степени (2017)[8].
- Золотая медаль «За заслуги» (2015, Сербия)[8].